# Horizontal Falls

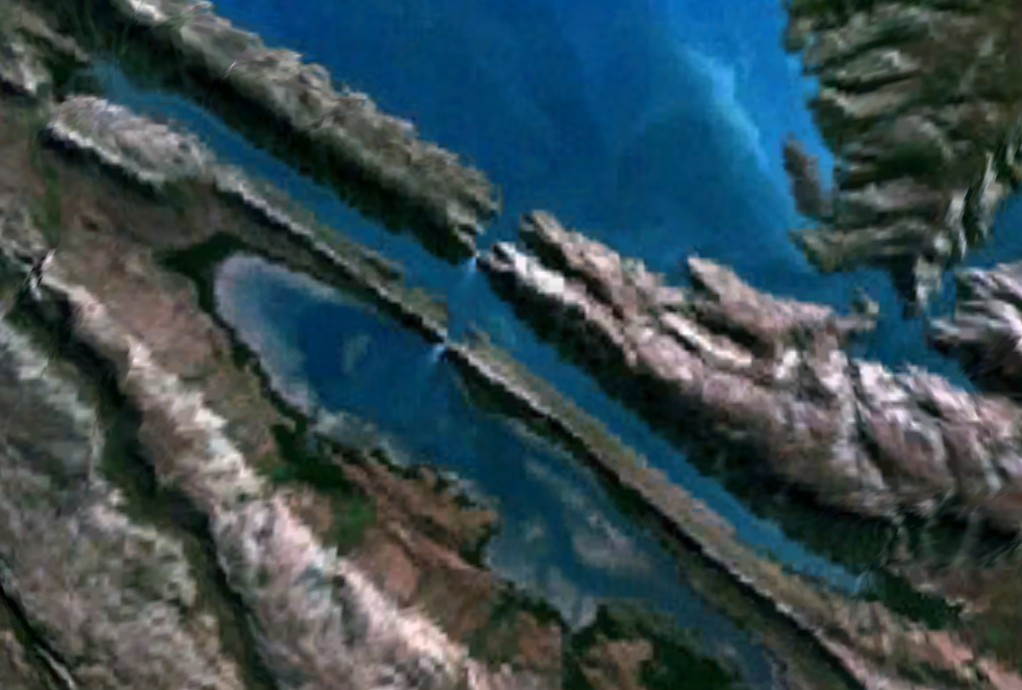
Imagen de la NASA que muestra las Horizontal Falls

Horizontal Falls (lit., 'Cascadas horizontales') es el nombre dado a un fenómeno natural que ocurre en la costa de la región de Kimberley, Australia Occidental (Australia). 
Las Horizontal Falls, a pesar de su nombre, no son realmente cascadas, sino corrientes de marea muy potentes que atraviesan dos estrechas gargantas con la llegada de la marea alta. Una de las gargantas tiene diez metros de ancho y la otra veinte metros.
El fenómeno ha sido descrito por el naturalista David Attenborough como «una de las mayores maravillas naturales del mundo».